# MY5
MY5, также известный как Mening Yurtim 5 — общенациональный, частный круглосуточный молодёжный, образовательный и развлекательный телеканал в Узбекистане. Тестовое вещание телеканала началось в 12 ноября 2014 года, а полноценно начал вещать с 12 декабря того же года. Телеканал в основном вещает на узбекском языке, также часть эфира на русском языке, реже используется английский язык.
Телеканал известен по короткой аббревиатуре MY5 от узбекских слов Mening Yurtim / Мени́нг Юрти́м — переводится как Моя родина, а номер 5 считается символом позитивно и отлично выполненной работы. Телеканал вещает в основном современные, молодёжные, развлекательные и образовательные передачи и программы, вещает фильмы и сериалы (в том числе зарубежные), клипы и песни.
В феврале был опубликован рейтинг самых популярных телеканалов Узбекистана по результатам опросов, и в данном рейтинге MY5 занял третье место, уступив телеканалу Milliy TV, набрав 17,7% голосов. В ноябре 2017 года был опубликован еще один рейтинг самых популярных телеканалов Узбекистана по итогам трехмесячного опроса среди населения страны, и в этом рейтинге MY5 занял второе место, уступив телеканалу Zoʻr TV. 13% респондентов отдали предпочтение телеканалу MY5. На официальную страницу телеканала в Instagram по состоянию на середину февраля 2019 года подписаны более 875 тысяч подписчиков.